# Sarutlan Kármelita Rend
A sarutlan karmeliták (latinul: Ordo Carmelitarum Discalceatorum, rövidítése OCD) egy katolikus koldulórend, amely a sivatagi atyák eremita hagyományában gyökerezik. A rendet a 16. században hozták létre a Kármelita Rend reformja nyomán. A discálceatorum szó a latinból ered, jelentése „sarutlan”. A rendet Avilai Teréz és Keresztes János alapította 1568-ban a spanyolországi Duruelóban. 1593 óta a pápai törvények értelmében önálló vallási rend. Az első ízben 1581-ben kiadott regula jóváhagyását II. János Pál pápa 1991-ben újította meg a második vatikáni zsinat iránymutatásaival és a vonatkozó kánonjogi rendelkezésekkel összhangban. A „sarutlan” szó a szegénységet, alázatot, aszkézist és a római katolikus egyház megújulását jelenti.

## Filiáléi a német nyelvű országokban
Németország
- Szent Teréz-kolostor  Münchenben; 1629-ben alapították, ma a Terézi Karmeliták Provincialátusa (OCD) németországi székhelye
- Szent Teréz-kolostor  Birkenwerderben ; 1985-ben alapították a Görlitz melletti Jauernickben, 1986-ban Birkenwerderbe költöztek, ma a tartomány menedékházának ad otthont.
- Szent József-kolostor  Regensburgban ; 1635-ben alapították, 1641 óta a jelenlegi Alter Kornmarkt helyen, az 1812-es és 1836-os szekularizáció során felszámolták, 1721 óta a karmelita szeszesitalok folyamatos gyártása
- Mária Magdolna-kolostor  Würzburgban ; 1627-ben alapították, ma noviciátus és ifjabb kolostor
  - 1844-től a Himmelpforten kolostorban
- Karmelita kolostor Kupferdreh esseni kerületében  ; 1995 óta az indiai tartományból származó, sarutlan karmeliták foglalják el
- Szent Edith Stein-kolostor  Hagenben ; 2013 óta az indiai tartományból származó, sarutlan karmeliták foglalják el
- Szent Teréz-kolostor  Reisachban, Oberaudorf mellett ; 1731-ben alapították, az 1803-tól a szekularizáció során a reisachi és schongaui kihalt karmeliták kolostorának szentelték, 1836-ban újjáélesztették, 2012 óta a Krakkó tartományból érkezett sarutlan karmeliták foglalják el.
- Kolostor a Kreuzbergen  Archiválva 2020. január 28-i dátummal a Wayback Machine-ben Schwandorfban ; 1889-ben alapították, 2009 óta az indiai tartományból származó, sarutlan karmeliták foglalják el.
- Szent Mihály (egykori bencés) apátság  Siegburgban ; 2011-ben elhagyták a bencések, 2013 óta az indiai tartományból származó, sarutlan karmeliták foglalták el.

Ausztria
- karmelita kolostor Döblingben  Bécsben ; 1622-ben alapították Leopoldstadtban (lásd a karmelita templomot és a karmelita negyedet és a karmelita piacot), 1783-ban a jozefinizmus során megszüntették, a 19. század végi kolostoralapítás a döblingi kerületben, 1898 és 1901 között épült templom és kolostor
- Maria Schnee karmelita kolostor Grazban ; régi grazi karmelita kolostor a Karmeliterplatzon 1789-ben, a jozefinizmus során feloszlott, és ma Stájer Tartományi Levéltárként működik, új kolostor, amelyet a Maria Schnee-zarándoktemplomban alapítottak.
- Karmelita kolostor  Linzben ; 1671-ben alapították
- Hungerburg karmelita kolostor  Innsbruckban

## A rend generálisa
2009. április 20-án Saverio Cannistrà OCD lett az 1990-es években. Fátima Domus Carmeliben a Discaled Karmeliták Rendjének generális káptalanja, amelyen 80 nemzet több mint 100 tagja vett részt, megválasztotta az új rend generálisát Luis Aróstegui OCD utódja lett. Cannistrá utódját 2021. szeptember 4-én a spanyol Miguel Márquez Calle személyében választották meg.
1955-től a Terézi Kármeliták generálisa
- Anastasio Alberto Ballestrero (1955–1967)
- Felipe Sainz de Baranda (1985–1991)
- Camilo Maccise (1991–2003)
- Luis Arostegui (2003–2009)
- Saverio Cannistra (2009–2021)
- Miguel Márquez Calle (2021 óta)

## Személyiségei
- Dominicus a Jesu Maria (1559–1630), kolostoralapító, misszionárius, káplán a fehérhegyi csatában
- Daniel Acharuparambil OCD (1939–2009), Verapoly indiai érseke, a Pápai Urbaniana Egyetem rektora 1988–1994 között
- Georges Thierry d'Argenlieu OCD, vallási neve Louis de la Trinité, (1889–1964), a francia karmeliták tartományfőnöke; a szabad Franciaország tengernagya a második világháborúban ; 1942–1943 tárca nélküli miniszter és 1945–1947 főkormányzó és főbiztos Indokínában
- Maria-Eugen Grialou OCD (1894–1967), francia karmelita és boldog
- Anastasio Alberto Ballestrero OCD bíboros (1913–1998), torinói érsek
- Antônio do Carmo Cheuiche OCD (1927–2009), segédpüspök a Porto Alegre-i érsekségben
- Gonzalo López Marañón OCD (1933–2016), San Miguel de Sucumbíos apostoli prefektusa és apostoli vikárius 1970–2010 között
- Reinhard Körner OCD (sz. 1951), német karmelita és író

## Fordítás
- Ez a szócikk részben vagy egészben  az   Unbeschuhte Karmeliten című német Wikipédia-szócikk ezen változatának fordításán alapul.  Az eredeti cikk szerkesztőit annak laptörténete sorolja fel. Ez a jelzés csupán a megfogalmazás eredetét és a szerzői jogokat jelzi, nem szolgál a cikkben szereplő információk forrásmegjelöléseként.